# ليقيون

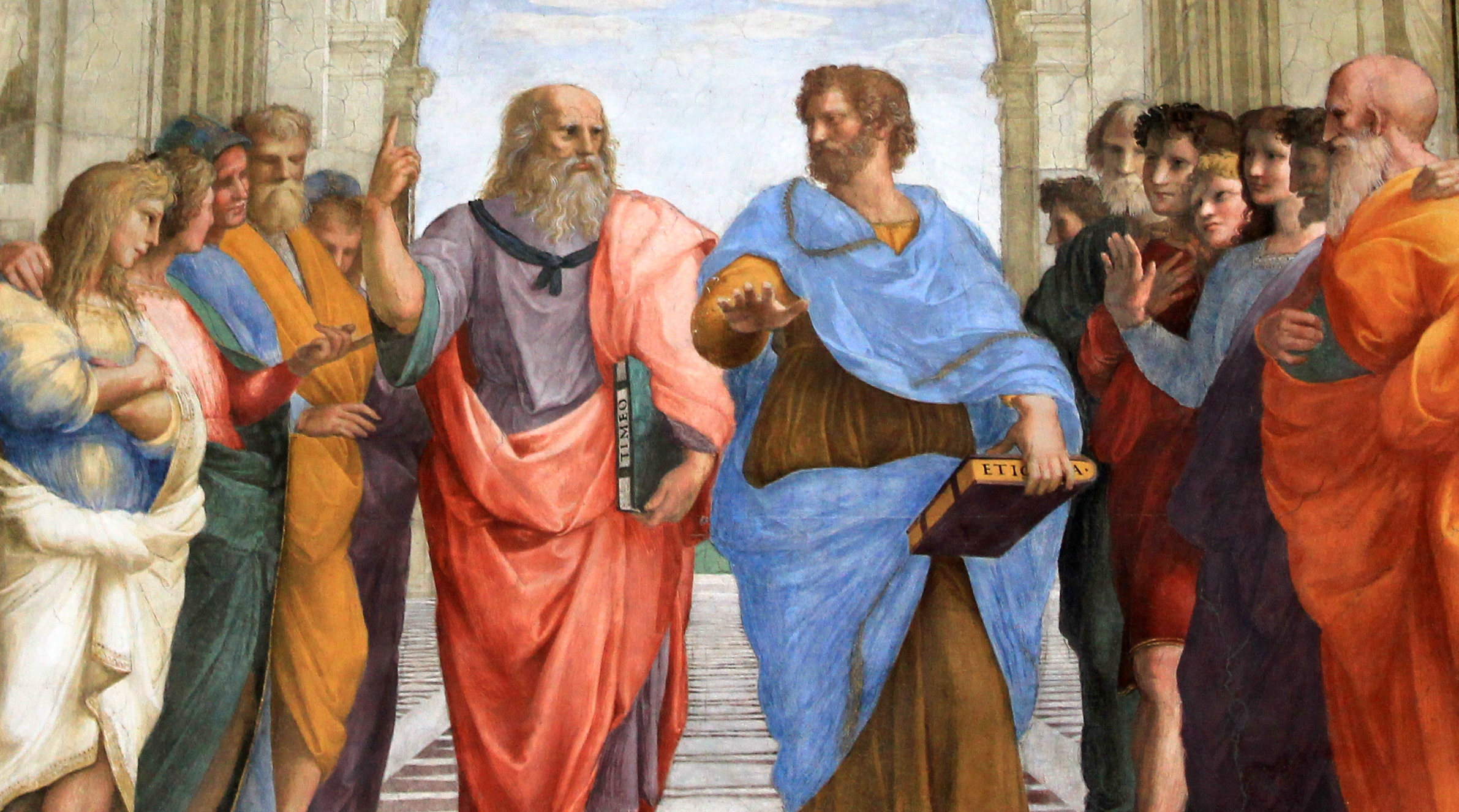
أفلاطون وأرسطو يسيران ويناقشان. لوحة مدرسة أثينا (1509-1511) للفنان رفائيل عن قرب

الليَقَيْون (بالإغريقية: Λύκειον، ليقَيون، وصار نطقه الشائع «ليسيوم» في اللغات الأوروبية) كان معبدا (جيمناسيون) مكرسا لأبولو في مدينة أثينا العريقة. 
اشتهر الليقيون بالمدرسة المشائية للفلسفة التي أسسها أرسطو عام 334 / 335 قبل الحقبة العامة. هرب أرسطو من مدينة أثينا عام 323 قبل الحقبة العامة، ولكن المدرسة استمرت في العمل تحت سلسلة من القادة حتى دمرها الفريق الأول الروماني سولا خلال هجومه على مدينة أثينا عام 86 قبل الحقبة العامة.
عثر على أطلال الليقيون في مدينة أثينا الحديثة عام 1996 في حديقة وراء برلمان اليونان.